# Салат ромэн

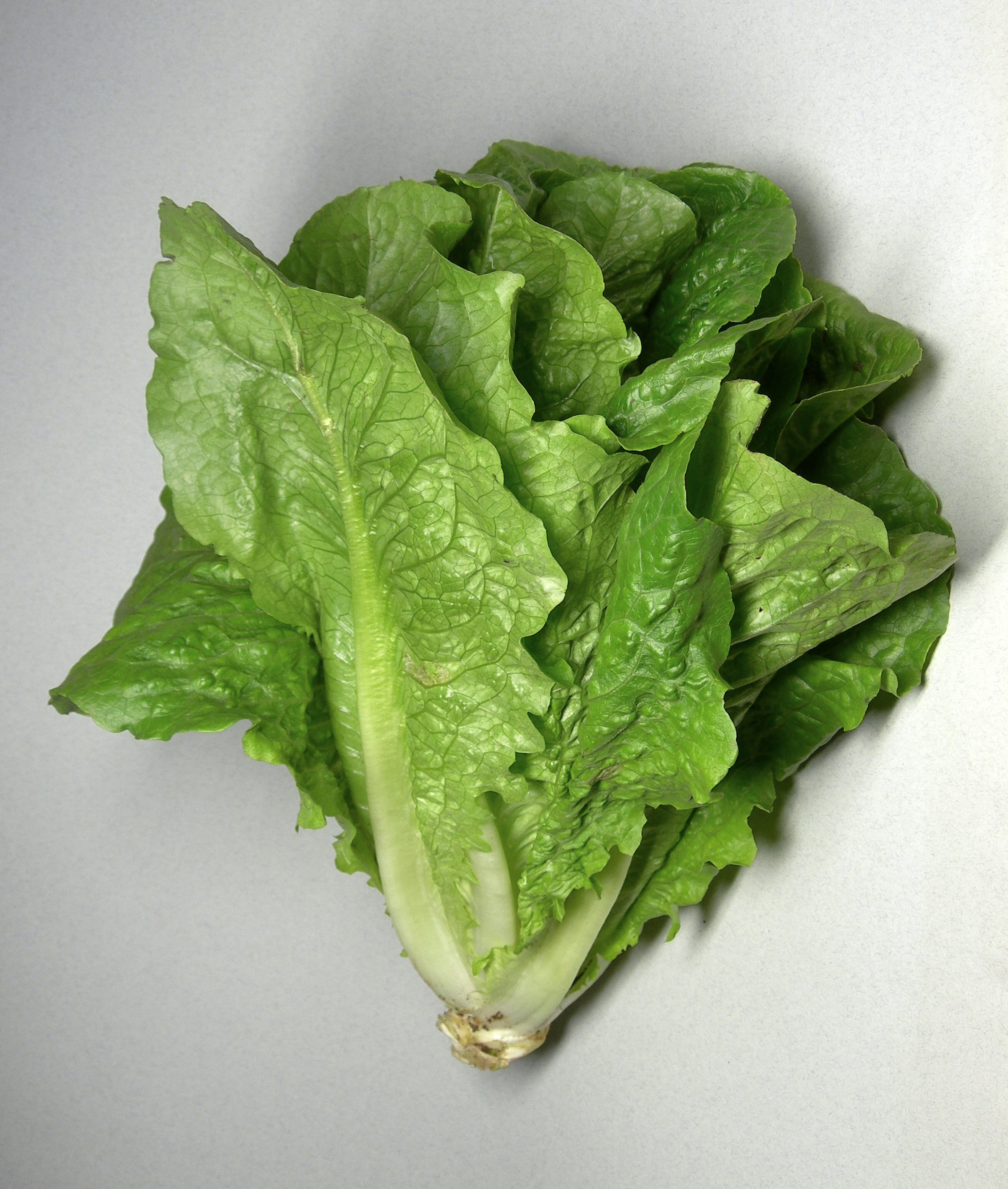

Салат ромен, романо, кос-салат или римский салат (Lactuca sativa var. longifolia) — разновидность латука, относится к роду Латук, семейства Астровые.

## Описание
Для него характерен рыхлый кочан из крепких внешних тёмно-зеленых листьев с твердыми «ребрами» (жилками), проходящими по всей их длине (до 10-15 сантиметров).

## История
Салат романо произрастает в Средиземноморье и на Ближнем Востоке. Там он растет с древних времен: ученые считают его родиной территорию современной Греции и Турции. Первоначально римский салат считался в Средиземноморье сорняком. Но не менее 4500 лет тому назад (по одной из версий) его начали выращивать, поэтому романо заслуженно можно считать одним из старейших культивируемых листовых овощей.

## Использование
Салат романо раньше использовался как еда и лечебное средство. В Египте на стенах гробниц есть древние рисунки, на которых изображен салат с заостренными, удлиненными листьями, и многие эксперты считают, что это разновидность романо. Его также подавали персидским царям и использовали как ложку для соусов и намазок в Сирии. Помимо кулинарного использования, в Риме считалось, что сок, получаемый при обработке внешних листьев, обладает восстанавливающими свойствами, и его применяли для уменьшения симптомов болезней и недомоганий.
Салат ромэно хорошо знаком любителям салата «Цезарь».